# Wow-signalen

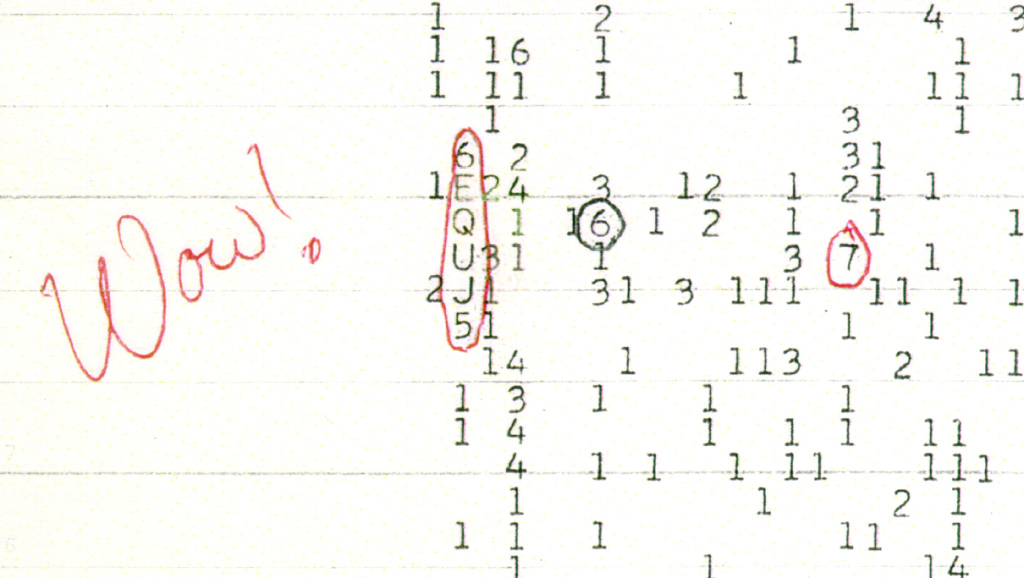
signalen WOW!

Wow-signalen var en stark radiosignal från rymden som varade i 72 sekunder. Den upptäcktes av Dr Jerry R. Ehman den 15 augusti 1977 när han arbetade på The Big Ear, ett radioteleskop vid Ohio State University på uppdrag av SETI.
Signalen anlände i riktning från stjärnbilden Skytten, och såg inte ut att komma från Jorden eller vårt eget solsystem.
På grund av dess styrka och andra egenskaper, har den betraktas som en möjlig kandidat för en signal från en utomjordisk intelligens.

Graf över signalen - intensitet över tid i Gauss-funktion.

Benämningen "Wow" kommer från den anteckning Ehman skrev i marginalen på den utskrift han granskade.
Det har framförts flera olika möjliga förklaringar till signalens ursprung. Det är möjligt att den har naturligt ursprung eller orsakades av mänsklig aktivitet. Olika förklaringar har olika problem, och ännu har ingen förklaring blivit allmänt accepterad.